# Monomyces pygmaea
Monomyces pygmaea är en korallart som först beskrevs av Risso 1826.  Monomyces pygmaea ingår i släktet Monomyces och familjen Flabellidae. Inga underarter finns listade i Catalogue of Life.